# 正法寺 (函館市)

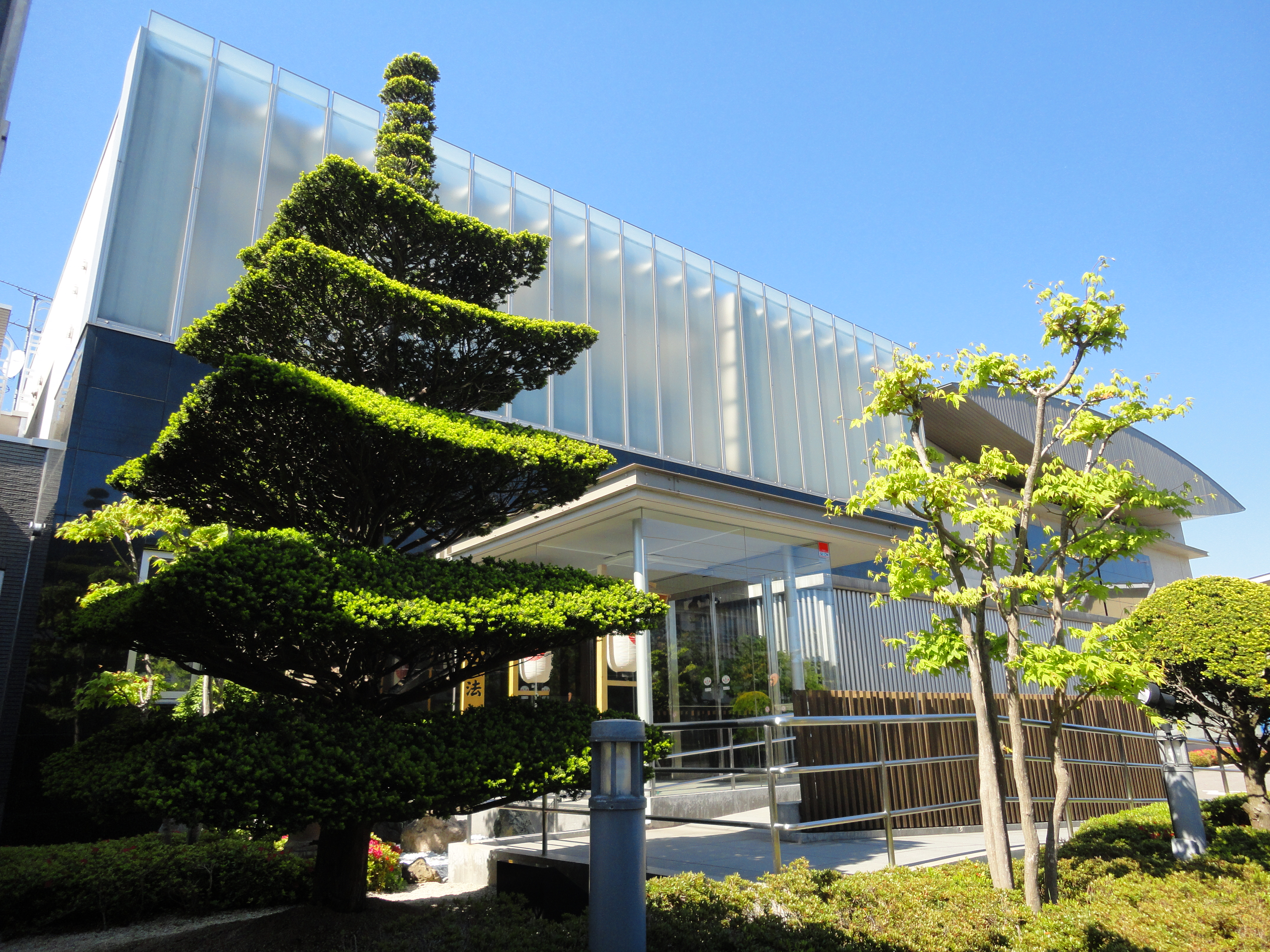

正法寺（しょうぼうじ）は、北海道函館市に所在する日蓮正宗の寺院。山号は真実山（しんじつざん）。

## 起源と歴史
- 1893年（明治26年） - 函館市東川町200番地に建立される。当初は大石寺函館出張所。開基は日蓮正宗大石寺第56世法主日応。開基檀那は佐藤寿之助、十倉綱紀、中根庄蔵。
- 1901年（明治34年） - 同町230番地へ移転新築され教会所へ昇格する。(2代目)
- 1907年（明治40年）- 函館大火で焼失するが、再建される。(3代目)　同地は明治42年以降、地番変更され栄町となる。
- 1934年（昭和9年）3月21日 - 再度大火にて焼失し、1936年（昭和11年）再建される。(4代目)
- 1948年（昭和23年）8月25日 - 真実山正法寺と「山号・寺号」を公称する。
- 1961年（昭和36年）9月3日 - 本堂増築が行なわれる。(5代目)
- 1978年（昭和53年）11月10日 - 新築が行なわれる。(6代目)
- 2003年（平成15年）9月11日 - 市内高盛町の現在地に移転新築される。(7代目)

## 寺院周辺
- 函館市立高盛小学校
- NHK函館放送局

## 交通アクセス
- 函館市電昭和橋停留所より徒歩10分